# 桑島蜥屬
桑島蜥（學名：Kuwajimalla）是一種已滅絕的植食性蜥蜴，化石發現於日本石川縣的桑島組。